# Cryptosystème à seuil
Un cryptosystème à seuil est, en cryptographie, un cryptosystème tel que le déchiffrement d'un message nécessite la coopération de plusieurs entités.
Un message est chiffré à l'aide d'une clé publique dont la clé privée correspondante est un secret réparti entre différents participants. En notant s le seuil du cryptosystème et n le nombre d'acteurs entre lesquels le secret est réparti, on ne peut déchiffrer un message que si au moins s participants sur les n coopèrent, et ce sans reconstruire la clé.
De manière analogue, on peut concevoir des signatures numériques à seuil : la coopération de s signataires serait alors nécessaire pour délivrer une signature (ou un certificat).
Ainsi, les cryptosystèmes à seuil peuvent être utilisés pour simuler l'existence d'un tiers de confiance par un calcul distribué.
De nombreux schémas de chiffrement se prêtent à une adaptation permettant l'introduction de seuil, dont la sécurité n'est pas diminuée par le partage de secret.
Il existe ainsi, entre autres, des versions à seuil pour :
- le chiffrement RSA[4],[5]
- le cryptosystème de Paillier[6]
- le cryptosystème de ElGamal[7].

De même, il existe aussi des versions à seuil pour des schémas de signature numérique, comme la signature de Schnorr.